# Wilma Neruda
Wilhelmine Maria Franziska Neruda, detta Wilma (coniugata Hallé; Brno, 21 marzo 1838 – Berlino, 15 aprile 1911), è stata una violinista ceca.

## Biografia
Nata in una famiglia di noti musicisti, fu il padre Josef, organista presso la cattedrale di Brno, a introdurla allo studio del pianoforte poiché, secondo la mentalità dell'epoca, il violino non era uno strumento adatto alle donne. Un giorno fu però sorpresa a suonare quello del fratello e le fu permesso di studiarlo.
La famiglia si trasferì poi a Vienna, dove ebbe come insegnante il professor Leopold Jansa. Comparve per la prima volta in pubblico a sette anni, eseguendo una sonata per violino di Bach.
A Stoccolma sposò il musicista svedese Ludvig Norman (1864), da cui ebbe Ludwig Norman-Neruda, divenuto poi un noto alpinista. Quattro anni dopo, si trasferì a Londra con il figlio. Dopo la morte del marito (1885), sposò il musicista anglo-tedesco Charles Hallé (1888) e per il quale, qualche anno dopo, assunse il titolo di Lady Hallé. Rimasta di nuovo vedova, si trasferì nel palazzo Beltramini di Asolo (l'attuale sede del municipio) che le era stato donato da Edoardo principe di Galles e futuro re del Regno Unito. La seguì il figlio, morto nel 1898 mentre scalava le Dolomiti. Quindi, si trasferì a Berlino.
James Scott Skinner compose in suo onore il brano Madame Neruda, ma anche Henri Vieuxtemps e Niels Gade le dedicarono alcuni pezzi.

## Nella cultura di massa
- Nel romanzo giallo Uno studio in rosso (1887) di Sir Arthur Conan Doyle, Sherlock Holmes e il Dottor Watson assistono ad una esibizione della violinista, che viene chiamata "Norman Neruda", ovvero col cognome da sposata unito a quello da nubile, mentre il nome di battesimo non viene indicato.